# Mu1 Scorpii

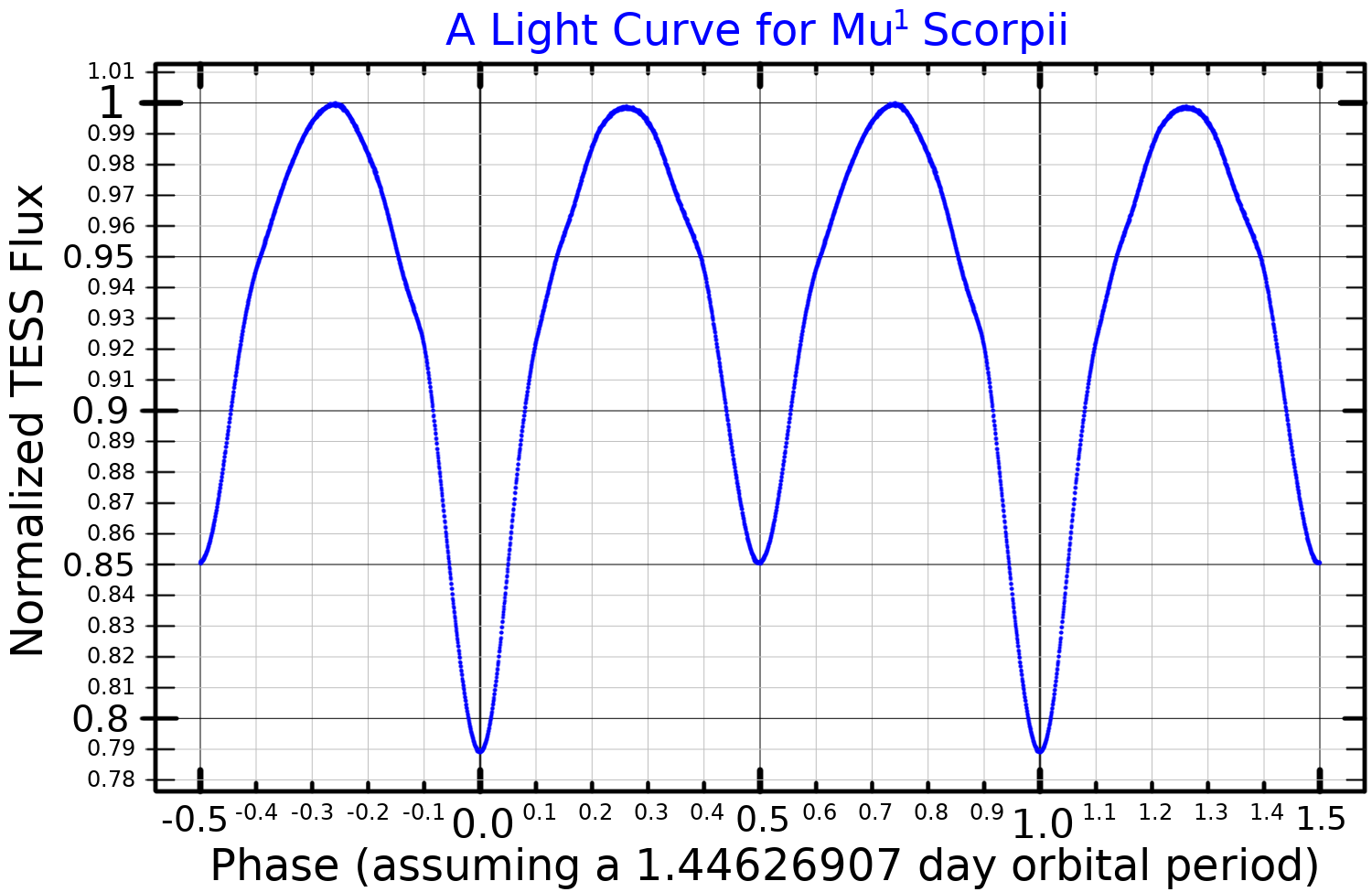
Lichtkromme van Mu1 Scorpii

Mu1 Scorpii (Xamidimura) is een eclipserende dubbelster in het sterrenbeeld Schorpioen. Het systeem bestaat uit twee B type hoofdreekssterren.
Het koppel bestaande uit de sterren Mu1 Scorpii (Xamidimura) en Mu2 Scorpii (Pipirima) klimt tijdens het culmineren ervan, gezien vanuit de Benelux, tot slechts 1 graad boven de zuidelijke horizon. Uitzonderlijk heldere en transparante atmosferische omstandigheden zijn vereist om dit koppel sterren alsnog te zien te krijgen. Een telescoop of verrekijker op vast statief, gestationeerd op een punt ver boven de bebouwde kom, of in een landschap met vlakke horizon en zeer weinig lichthinder, zijn noodzakelijkheden om dit soort waarnemingen te doen slagen. De ster Epsilon Scorpii, een viertal graden ten noordnoordwesten van Mu1 en Mu2 Scorpii, kan als gids fungeren om op zoek te gaan naar het uiterst laag boven de horizon staande koppel.